# Santuario de vida silvestre de Bhadra
El santuario de vida silvestre de  es un área protegida y un proyecto Tigre, reserva de tigres ubicada a 38 km (24 millas) al noroeste de la ciudad de Chikkamagaluru en el estado de Karnataka, India. El santuario de Bhadra tiene una amplia variedad de flora y fauna y es un lugar popular para excursiones de un día. El pico más alto en el santuario es el  Hebbe Giri con 1.875 m (6,152 pies). 

## Geografía
El santuario de Bhadra consta de dos secciones adyacentes. La sección principal occidental de Lakkavalli-Muthodi se extiende desde 13˚22 'a 13˚47' de latitud N, 75˚29 'a 75˚45' de longitud E y la sección más pequeña del Bababudangiri oriental de 13˚30 'a 13˚33' de latitud N Y 75˚44 'a 75˚47' E de longitud.
La elevación varía de 615 m (2.018 pies) a 1.875 m (6,152 pies) , siendo el punto más alto Kallathigiri en el límite oriental. El santuario está rodeado por las pintorescas colinas y empinadas laderas de las colinas de Mullayanagiri, Hebbegiri, Gangegiri y Bababudangiri. Con 1.930 metros (6.330 pies) el pico Mullayanagiri  en las montañas Baba Budan Giri  cerca del límite sureste del santuario es el pico más alto entre el Himalaya y las Nilgiris.
Las cataratas de Hebbe de 551 pies (168 m) están en la parte  este del santuario. Las cataratas Manikyadhara se encuentra en la cercana colina sagrada de Baba Budan Giri, Los afluentes del río Bhadra corren hacia el oeste a través del santuario. La frontera occidental del santuario está contigua al embalse de Bhadra y forma parte de su área de captación de 1,968 km² (760 millas cuadradas).
Jagara y Sirivase son los pueblos situados dentro del santuario. Bhadravathi, Tarikere, Birur son ciudades cercanas al santuario. Las ciudades metropolitanas más grandes están bien conectadas a Bhadravthi y Birur por autobús y ferrocarril. Hay servicio de autobús local frecuente de Bhadravathi a Bhadra Dam y Bhadra WLS. El aeropuerto más cercano está en Mangalore, a unos 163 km (101 millas) del santuario de Vida Silvestre de Bhadra.

## Clima
Las temperaturas varían de 10 ° a 35 °C y la precipitación media anual varía de 1200 mm a 2600 mm.

## Historia
El área fue declarada primero como "santuario de la fauna del valle de Jagara" en 1951 por el entonces gobierno de Mysore cubriendo un área de 77.45 km². Después de un estudio sistemático de la flora y la fauna de la zona y sus alrededores, la zona se extendió hasta su actual extensión y fue rebautizada como santuario de Fauna de Bhadra en 1974.
El santuario de vida silvestre fue declarado como un proyecto Tigrer  (reserva de tigres) en 1998. Bhadra es la primera reserva de tigres en el país para completar un programa exitoso de reubicación de aldeas. El plan de reubicación original com enzó en 1974 y se implementó completamente en 2002 cuando las 26 aldeas que existían en el santuario se trasladaron con éxito a M C Halli, que está a unos 50 km del Santuario.

## Biología y ecología
El santuario de fauna y flora de Bhadra es un punto caliente de biodiversidad. La mayor parte de la zona se compone de bosques caducifolios secos, bosques caducifolios húmedos y bosques semipermanentes. Las elevaciones que van desde 615 m (2.018 pies) a 1.875 m (6,152 pies) permiten una variedad de ecotipos, incluyendo el único bosque de shola/complejo de praderas de montaña en Bababudan Giri y otras parcelas en alturas superiores a 1.400 m (4.600 pies). 

### Flora
Bhadra sostiene más de 120 especies de plantas. Una zona de 2 hectáreas de bosque caducifolio seco tropical tiene 46 especies, 37 géneros y 24 familias. La familia más abundante en el bosque es la de las Combretaceae. Indigoberry (Randia dumetorum) es la especie dominante.
A lo largo del santuario las especies comunes incluyen el mirto (lanceolata), el kadam, el thasal (tiliaefolia), el simpoh (pentagyna), la teca, el kindal, el laurel indio, el palo de rosa, el árbol kino indio, la teca blanca, la higuera, el mangostán, índigo, palma de Toddy, roble de Ceilán, jalari, Anogeissus latifolia,  Careya arborea, bambú espinoso y bambú macizo.
Es el hábitat de la valiosa teca y palo de rosa. La otra madera comercial en el santuario incluye: mathi, honne, Nandi, tadasalu y kindal. También hay bambú y varios tipos de plantas medicinales.

### Fauna

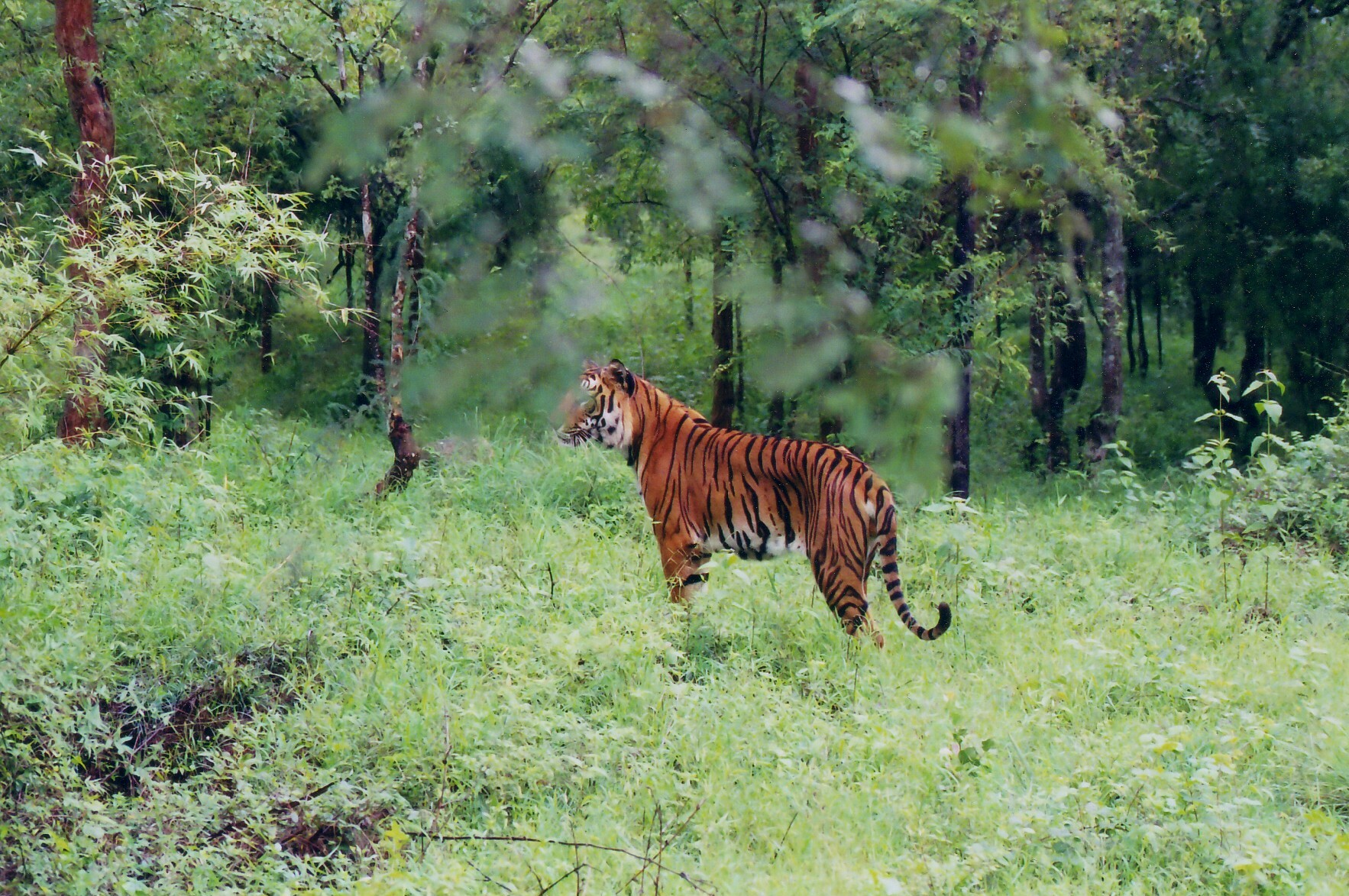
Tigre en el santuario de fauna y flora de Bhadra

#### Mamíferos
Se estima que existen unos 33 tigres en Bhadra. Otros mamíferos del santuario incluyen: elefante, gaur, sloth oso, jabalí, leopardo negro, gato de jungla, chacal, perro salvaje, sambar, ciervo, muntiacus, ciervo ratón,  langu rcomún, macaco coronado, loris esbelto, civeta india, civeta de las palmeras, pangolín, puercoespín, ardilla voladora y la ardilla gigante de Malabar.
Los carnívoros pequeños incluyen: el gato  leopardo,  gato herrumbroso, mangosta roja, mangosta de cuello listado y nutrias.
| Tigre           | 25  | 33  |
| Leopardo        | 22  | 21  |
| Elefante        | 161 | 203 |
| Guar            | 139 | 186 |
| Chital          | 780 |     |
| Sambar          | 518 |     |
| Macaco coronado | 248 |     |
| Jabalí          | 470 |     |
| Muntiacus       | 749 |     |

#### Reptiles
Algunos de los reptiles comúnmente avistados en este parque son la serpiente común de la vid, la cobra real, la cobra común, la víbora de Russell, la víbora del hoyo de bambú, la serpiente de la rata, el keelback verde oliva, la serpiente lobo, el varano de Bengala, el lagarto Draco o dragón volador  y los cocodrilos de las marismas

#### Aves
El santuario de Bhadra cuenta con más de 300 especies de aves, algunas endémicas de esta región y algunas migratorias. Algunas de las especies son: la paloma esmeralda, paloma imperial verde meridional, gran pájaro carpintero negro, periquito de Malabar, tordo de Malabar y cuatro especies de hornbill .

#### Mariposas
Algunos de las mariposas son: yamfly, baronet, mariposa de rosa carmesí, árbol de bambú marrón y azul pansy.

## Amenazas
Una amenaza creciente es la población humana en las aldeas cercanas al santuario y la invasión de las áreas que rodean la reserva de fauna de Bhadra. El pastoreo por los miles de cabezas de ganado que pertenecen a los aldeanos es una amenaza. El ganado contagia enfermedades como la fiebre aftosa a los herbívoros del parque. Durante el período 1989-99, la peste bovina aniquiló a la mayor parte de la población de gaur, que ascendía a más de mil, reduciendo la población a su número actual. Con programas proactivos de vacunación del ganado local, la población de gaur está de nuevo en aumento.
Otra preocupación debida a la cercanía de la población es la obtención de productos forestales no madereros con fines comerciales y la obtención de madera para leña. Esto afecta a la salud del bosque a largo plazo. Las otras grandes amenazas son la pesca y la caza ilegal de animales salvajes.
Las prácticas de manejo del departamento forestal son mejoramiento del hábitat, consolidación de límites, protección contra la caza furtiva y los incendios y desarrollo de infraestructura. Sin embargo, los fondos operativos son insuficientes ya que menudo se retrasan. Hay problemas con incendios frecuentes que afectan al hábitat y a la biodiversidad de Bhadra. El contrabando de madera de árboles valiosos es un gran problema..
El proyecto de riego de Tunga-Bhadra promete traer agua a las áreas de menos lluvia del distrito de Chikmagalur mediante la transferencia de agua del río Tunga al río Bhadra, sin embargo esto representa una amenaza al perturbar el hábitat natural del santuario de Bhadra.